# قلعه کوتی کلاچای
قلعه کوتی کلاچای مربوط به دوران‌های تاریخی پس از اسلام است و در کلاچای، جنوب جاده ترانزیت واقع شده و این اثر در تاریخ ۲ بهمن ۱۳۸۲ با شمارهٔ ثبت ۱۰۷۱۰ به‌عنوان یکی از آثار ملی ایران به ثبت رسیده است.